# Hornchurch and Upminster (circonscription britannique)
Circonscription parlementaire de la Chambre des communes
La circonscription d'Hornchurch et Upminster est une circonscription électorale anglaise située dans le Grand Londres, la plus orientale de la subdivision, elle est représentée à la Chambre des communes du Parlement britannique.

## Géographie
La circonscription comprend :
- La partie sud-ouest du borough londonien d'Havering
- Les quartiers de North Ockendon, Harold Wood et Harold Hill

## Députés
Les Members of Parliament (MPs) de la circonscription sont :
| Législature                                                        | Années       | Député      | Député           | Parti        |
| ------------------------------------------------------------------ | ------------ | ----------- | ---------------- | ------------ |
| Hornchurch and Upminster issue de Hornchurch, Upminster et Romford |              |             |                  |              |
| 55e                                                                | 2010–2015    |             | Angela Watkinson | Conservateur |
| 56e                                                                | 2015–2017    |             | Angela Watkinson | Conservateur |
| 57e                                                                | 2017–2019    | Julia Lopez |                  | Conservateur |
| 58e                                                                | 2019–Présent | Julia Lopez |                  | Conservateur |

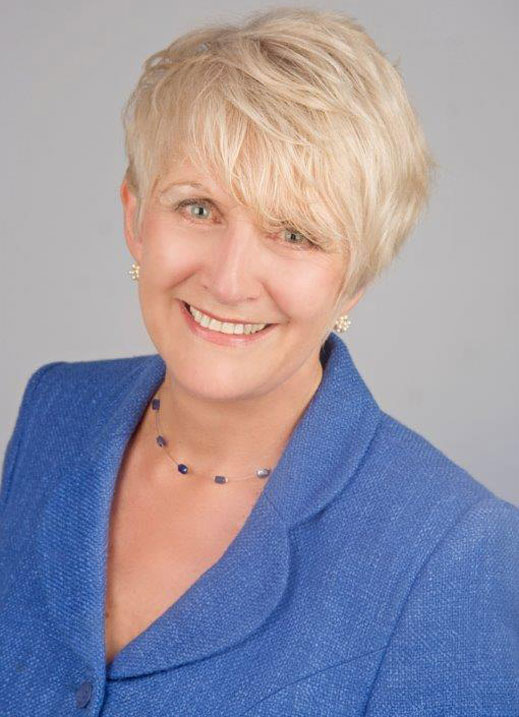
Angela Watkinson (2010-2017)
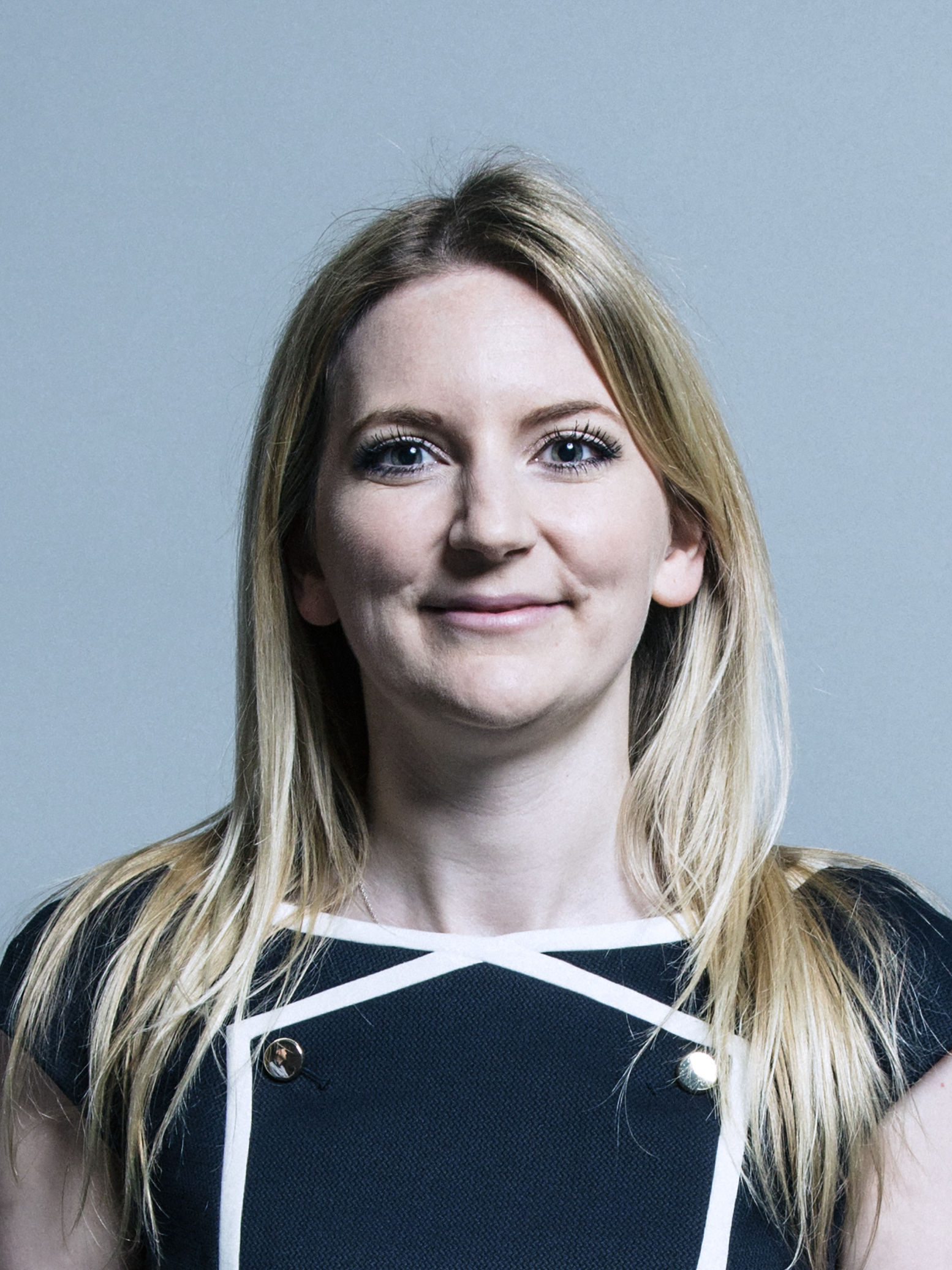
Julia Dockerill (2017-Présent)